# Afrothismia
Genre
Afrothismia est un genre de plantes de la famille des Burmanniaceae.

## Liste d'espèces
Selon BioLib (12 août 2017) :
- Afrothismia amietii Cheek
- Afrothismia baerae Cheek
- Afrothismia foertheriana T. Franke, Sainge & Agerer
- Afrothismia fungiformis Sainge & Kenfack
- Afrothismia gesnerioides H. Maas
- Afrothismia hydra Sainge & T. Franke
- Afrothismia insignis Cowley
- Afrothismia korupensis Sainge & T. Franke
- Afrothismia mhoroana Cheek
- Afrothismia pachyantha Schltr.
- Afrothismia pusilla Sainge & Kenfack
- Afrothismia saingei T. Franke
- Afrothismia winkleri (Engl.) Schltr.
- Afrothismia zambesiaca Cheek

Selon Catalogue of Life (12 août 2017) :
- Afrothismia amietii Cheek
- Afrothismia baerae Cheek
- Afrothismia foertheriana T.Franke, Sainge & Agerer
- Afrothismia gesnerioides H.Maas
- Afrothismia hydra Sainge & T.Franke
- Afrothismia insignis Cowley
- Afrothismia korupensis Sainge & T.Franke
- Afrothismia mhoroana Cheek
- Afrothismia pachyantha Schltr.
- Afrothismia saingei T.Franke
- Afrothismia winkleri (Engl.) Schltr.
- Afrothismia zambesiaca Cheek

Selon World Checklist of Selected Plant Families (WCSP) (12 août 2017) :
- Afrothismia amietii Cheek (2007)
- Afrothismia baerae Cheek (2003 publ. 2004)
- Afrothismia foertheriana T.Franke, Sainge & Agerer (2004)
- Afrothismia fungiformis Sainge & Kenfack (2013)
- Afrothismia gesnerioides H.Maas (2003)
- Afrothismia hydra Sainge & T.Franke (2005)
- Afrothismia insignis Cowley, Fl. Trop. E. Afr. (1988)
- Afrothismia korupensis Sainge & T.Franke (2005)
- Afrothismia mhoroana Cheek (2005 publ. 2006)
- Afrothismia pachyantha Schltr. (1906)
- Afrothismia pusilla Sainge & Kenfack (2013)
- Afrothismia saingei T.Franke (2004)
- Afrothismia winkleri (Engl.) Schltr. (1906)
  - variété Afrothismia winkleri var. budongensis Cowley, Fl. Trop. E. Afr. (1988)
  - variété Afrothismia winkleri var. winkleri
- Afrothismia zambesiaca Cheek (2009)

Selon NCBI (12 août 2017) :
- Afrothismia amietii
- Afrothismia foertheriana
- Afrothismia gabonensis
- Afrothismia gesnerioides
- Afrothismia hydra
- Afrothismia korupensis
- Afrothismia winkleri

Selon The Plant List (12 août 2017) :
- Afrothismia amietii Cheek
- Afrothismia baerae Cheek
- Afrothismia foertheriana T.Franke, Sainge & Agerer
- Afrothismia gesnerioides H.Maas
- Afrothismia hydra Sainge & T.Franke
- Afrothismia insignis Cowley
- Afrothismia korupensis Sainge & T.Franke
- Afrothismia mhoroana Cheek
- Afrothismia pachyantha Schltr.
- Afrothismia saingei T.Franke
- Afrothismia winkleri (Engl.) Schltr.
- Afrothismia zambesiaca Cheek

Selon Tropicos (12 août 2017) (Attention liste brute contenant possiblement des synonymes) :
- Afrothismia amietii Cheek
- Afrothismia baerae Cheek
- Afrothismia foertheriana Franke, Sainge & Agerer
- Afrothismia gabonensis Dauby & Stévart
- Afrothismia gesnerioides H. Maas
- Afrothismia hydra Sainge & Franke
- Afrothismia insignis Cowley
- Afrothismia korupensis Sainge & Franke
- Afrothismia mhoroana Cheek
- Afrothismia pachyantha Schltr.
- Afrothismia saingei T. Franke
- Afrothismia winkleri (Engl.) Schltr.